# روبن لوبيز
روبن لوبيز (بالإنجليزية: Robin Lopez)‏ مواليد 1 أبريل 1988 في لوس أنجلوس، كاليفورنيا، هو لاعب كرة سلة محترف أمريكي بدأ مسيرته الاحترافية في سنة 2008 حيث تم اختياره من قبل فريق فينيكس صنز خلال الدرافت، يلعب مع فريق نيويورك نيكس في الرابطة الوطنية لكرة السلة كلاعب وسط ويحمل الرقم 8. يبلغ طوله 7 قدم 0 بوصة (2.1 م).

## فرق لعب لها
- فينيكس صنز
- نيو أورلينز بيليكانز
- بورتلاند ترايل بلايزرز
- نيويورك نيكس

## إحصائيات المسيرة

### الموسم الاعتيادي
| السنة   | الفريق                 | لعب | بدأ | دقيقة | ميداني% | ثلاثية | حرة  | ارتداد | صنع | استلاب | تصدي | نقطة |
| ------- | ---------------------- | --- | --- | ----- | ------- | ------ | ---- | ------ | --- | ------ | ---- | ---- |
| 2008–09 | فينيكس صنز             | 60  | 7   | 10.2  | .518    | .000   | .691 | 2.0    | .1  | .2     | .7   | 3.2  |
| 2009–10 | فينيكس صنز             | 51  | 31  | 19.3  | .588    | .000   | .704 | 4.9    | .1  | .2     | 1.0  | 8.4  |
| 2010–11 | فينيكس صنز             | 67  | 56  | 14.8  | .501    | .000   | .740 | 3.2    | .1  | .3     | .7   | 6.4  |
| 2011–12 | فينيكس صنز             | 64  | 0   | 14.0  | .461    | .000   | .714 | 3.3    | .3  | .3     | .9   | 5.4  |
| 2012–13 | نيو أورلينز بيليكانز   | 82  | 82  | 26.0  | .534    | .000   | .778 | 5.6    | .8  | .4     | 1.6  | 11.3 |
| 2013–14 | بورتلاند ترايل بلايزرز | 82  | 82  | 31.8  | .551    | .000   | .818 | 8.5    | .9  | .3     | 1.7  | 11.1 |
| 2014–15 | بورتلاند ترايل بلايزرز | 59  | 59  | 27.8  | .535    | .000   | .772 | 6.7    | .9  | .3     | 1.4  | 9.6  |
| 2015–16 | نيويورك نيكس           | 82  | 82  | 27.1  | .539    | .000   | .795 | 7.3    | 1.4 | .2     | 1.6  | 10.3 |
| المسيرة | المسيرة                | 547 | 399 | 22.1  | .533    | .000   | .764 | 5.4    | .6  | .3     | 1.2  | 8.5  |

### التصفيات
| السنة   | الفريق                 | لعب | بدأ | دقيقة | ميداني% | ثلاثية | حرة   | ارتداد | صنع | استلاب | تصدي | نقطة |
| ------- | ---------------------- | --- | --- | ----- | ------- | ------ | ----- | ------ | --- | ------ | ---- | ---- |
| 2010    | فينيكس صنز             | 6   | 6   | 17.3  | .543    | .000   | 1.000 | 4.0    | .0  | .3     | .2   | 7.8  |
| 2014    | بورتلاند ترايل بلايزرز | 11  | 11  | 33.4  | .489    | .000   | .667  | 9.2    | .8  | .5     | 1.8  | 10.0 |
| 2015    | بورتلاند ترايل بلايزرز | 5   | 5   | 23.4  | .600    | .000   | 1.000 | 4.4    | .6  | .2     | 1.0  | 5.2  |
| المسيرة | المسيرة                | 22  | 22  | 26.7  | .514    | .000   | .774  | 6.7    | .5  | .4     | 1.2  | 8.3  |

## روابط خارجية
- روبن لوبيز على موقع IMDb (الإنجليزية)
- روبن لوبيز على موقع إن بي أي (الإنجليزية)
- روبن لوبيز على موقع سبورتس رفرنس (الإنجليزية)
- روبن لوبيز على موقع كرة السلة الأوروبية.كوم (الإنجليزية)
- روبن لوبيز على موقع إي إس بي إن.كوم (الإنجليزية)
- روبن لوبيز على موقع كلية كرة السلة في سبورتس رفرنس.كوم (الإنجليزية)
- روبن لوبيز على موقع ريلجم (الإنجليزية)
- روبن لوبيز على موقع بروبوليرز (الإنجليزية)